# Jason Mitchell
Jason Mitchell (ur. 5 stycznia 1987 w Nowym Orleanie) – amerykański aktor. Znany z roli odtwórcy Eaziego-E w filmie z 2015 r. pt. Straight Outta Compton i Jeana „Domingo” Lapierre’a w filmie historycznym z 2023 pt. Kos, którego akcja dzieje się przed wybuchem insurekcji kościuszkowskiej.

## Filmografia
| Rok  | Film                        | Rola                     |
| ---- | --------------------------- | ------------------------ |
| 2011 | Teksas – Pola śmierci       | Kasjer oddziału 7-Eleven |
| 2012 | Kontrabanda                 | Walter                   |
| 2012 | Oczy smoka                  | J-Dog                    |
| 2013 | Władza                      | Drobna rola              |
| 2015 | Mroczne zagadki Los Angeles | Twizz                    |
| 2015 | Straight Outta Compton      | Eazy-E                   |
| 2015 | Vincent-N-Roxxy             | Cordell                  |
| 2016 | Keanu                       | Bud                      |
| 2017 | Kong: Skull Island          |                          |
| 2017 | Detroit                     | Carl Cooper              |
| 2023 | Kos                         | Domingo (Jean Lapierre)  |

## Wyróżnienia
Źródło.
| Rok  | Nagroda                                   | Kategoria                          | Film                   | Rezultat  |
| ---- | ----------------------------------------- | ---------------------------------- | ---------------------- | --------- |
| 2016 | African-American Film Critics Association | Najlepszy aktor drugoplanowy       | Straight Outta Compton | Laur      |
| 2016 | Amerykańska Gildia Aktorów Filmowych      | Najlepszy filmowy zespół aktorski  | Straight Outta Compton | Nominacja |
| 2016 | Czarna Szpula                             | Najlepszy aktor drugoplanowy       | Straight Outta Compton | Nominacja |
| 2016 | Czarna Szpula                             | Najlepszy przełomowy występ aktora | Straight Outta Compton | Nominacja |
| 2016 | Empire Awards                             | Najlepszy debiut męski             | Straight Outta Compton | Nominacja |
| 2016 | Hollywood Film Awards                     | Hollywood Breakout Ensemble Award  | Straight Outta Compton | Laur      |